# Heliconius noldneri
Heliconius noldneri är en fjärilsart som beskrevs av Heinrich Neustetter 1938. Heliconius noldneri ingår i släktet Heliconius och familjen praktfjärilar. Inga underarter finns listade i Catalogue of Life.